# Doghat
Doghat es un pueblo y nagar Panchayat situado en el distrito de Bagpat en el estado de Uttar Pradesh (India). Su población es de 14166 habitantes (2011). 

## Demografía
Según el  censo de 2001 la población de Doghat era de 13261 habitantes, de los cuales el 54% eran hombres y el 46% eran mujeres. Doghat tiene una tasa media de alfabetización del 57%, inferior a la media nacional del 59,5%: la alfabetización masculina es del 67%, y la alfabetización femenina del 44%.